# Pavia

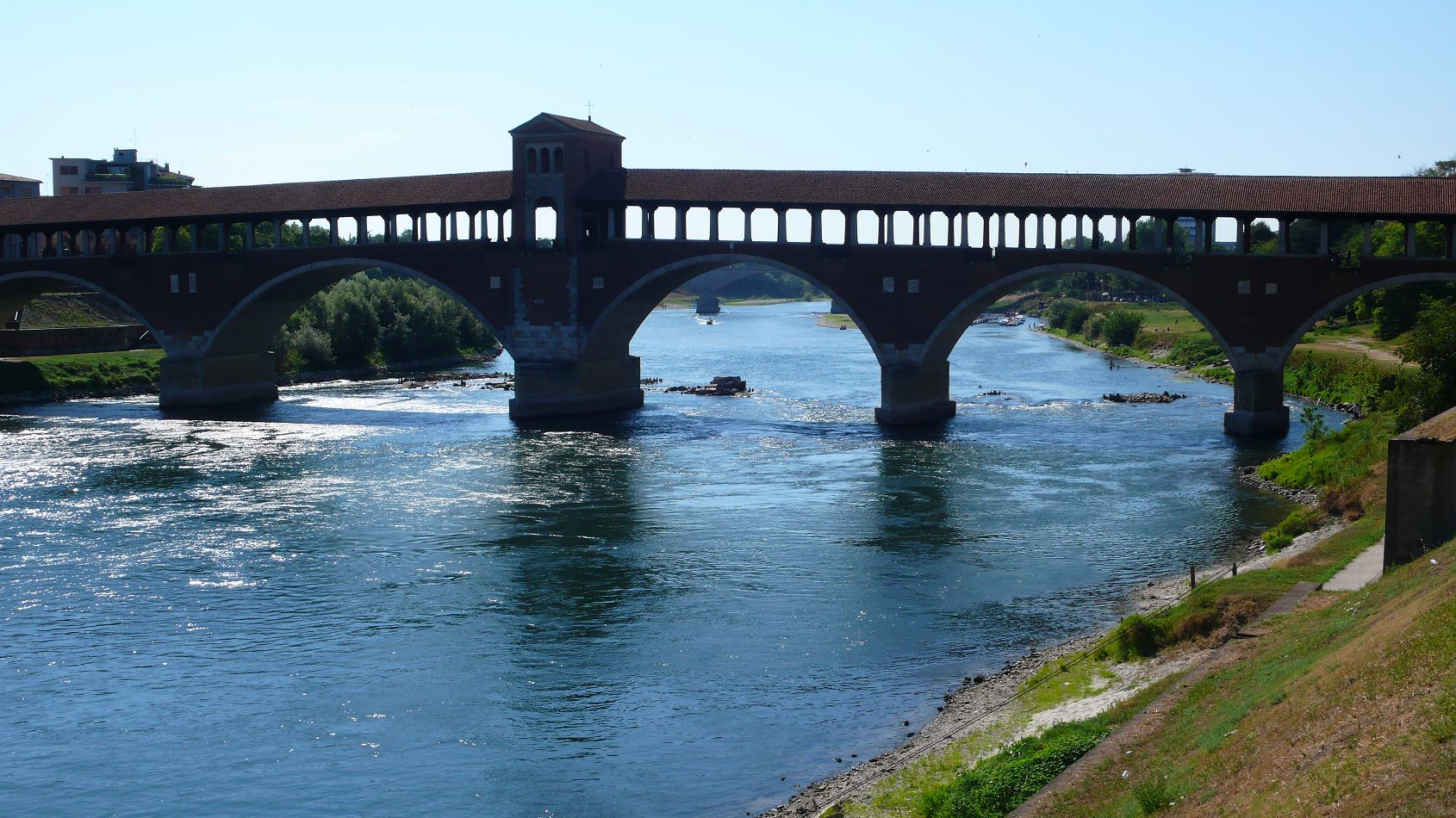
Most přes řeku Ticino, symbol Pavie.

Pavia je italské město v oblasti Lombardie, hlavní město stejnojmenné provincie. Nachází se na řece Ticino, nedaleko od soutoku s Pádem, asi 35 km jižně od Milána. V současnosti zde žije 70 000 obyvatel.
Dějiny Pavie sahají do římské epochy; na přelomu antiky a středověku zde sídlil král Langobardů. Je také sídlem jedné z nejstarších italských universit. Ve městě se dochovalo velmi mnoho architektonických památek z různých období. Mezi nejznámější patří kostel San Michele Maggiore v langobardsko-románském slohu nebo klášterní komplex Certosa di Pavia, ležící 8 km od centra. Významná je zdejší starobylá univerzita, jedna z nejstarších univerzita světa.

## Historie
Pavia byla původně římské město Ticinum založené ve 2. století př. n. l. Roku 452 bylo město zničeno Huny, ale záhy obnoveno a za Ostrogótské říše patřilo k sídelním městům Theodoricha Velikého. Od 6. století se pak Pavie stala hlavním městem Langobardského království, které zaniklo jejím dobytím (774) Karlem Velikým. Významné postavení si však zachovalo i poté v rámci Italského království, kdy byla korunovačním městem a železnou korunou lombardskou tu byli korunováni italští králové, resp. od 11. století panovníci Římsko-německé říše (v roce 1355 Karel IV.).
Zároveň zde od 11. století existovala komuna, která soupeřila s Milánem, a proto stála na straně císařů (ghibellini); načas se však stala i členem Veronské ligy. V letech 1313 – 1356 ji jako signorii ovládal rod Beccariů. Samostatnost si Pavia udržela až do roku 1359 (v letech 1330 – 1332 ji ovládal Jan Lucemburský), kdy byla připojena k Milánsku. Na žádost Viscontiů tu Karel IV. založil roku 1361 univerzitu. V proslulé bitvě u Pávie v roce 1525 pak byl Španěly poražen a zajat francouzský král František I.
V letech 1736 – 1859 – s výjimkou francouzského panství za Napoleona – patřila rakouským Habsburkům. Spolu s Milánskem se pak Pavia stala roku 1859 součástí Sardinského království, kde tvořila centrum stejnojmenné provincie (o rozloze 3 345 km²) v rámci Lombardie.

## Sousední obce
Borgarello, Carbonara al Ticino, Certosa di Pavia, Cura Carpignano, Marcignago, San Genesio ed Uniti, San Martino Siccomario, Sant'Alessio con Vialone, Torre d'Isola, Travacò Siccomario, Valle Salimbene

## Vývoj počtu obyvatel
Počet obyvatel

## Slavní obyvatelé města
- Lanfrank z Pavie, klerik a filosof
- Giovanni Antonio Amadeo, sochař a architekt
- Antonio Bordoni, matematik
- Gerolamo Cardano, vědec
- Felice Casorati, matematik
- Lucilio Fiocchi, malíř
- Tranquillo Cremona, malíř
- Pier Candido Decembrio, humanista
- Carlo Dossi, spisovatel
- Sant'Epifanio di Pavia, biskup
- Gaetano Fraschini, tenor
- Giovanni Lombardi, cyklistický závodník
- Mino Milani, spisovatel
- Giampiero Anelli, zpěvák
- Giovanni Rossignoli, cyklistický závodník
- Alessandro Rolla, hudebník

## Hospodářství a doprava
Pavia leží na hlavní železniční trati Milano - Voghera - Janov, z níž zde odbočuje několik lokálních tratí. Dálničním přivaděčem A54 je napojena na dálniční síť. Převažuje lehký průmysl.